# 打出浜の戦い
打出浜の戦い（うちではまのたたかい）は、南北朝時代の観応の擾乱における合戦の一つ。正平6年/観応2年2月(1351年3月)、摂津国打出浜（兵庫県芦屋市）において、足利直義の軍勢と足利尊氏・高師直の軍勢の間で戦われた。

## 背景
室町幕府内で足利尊氏の執事高師直と、弟の足利直義の対立が深刻化した。一旦は師直派が有利となり、直義は出家し実権を失い、直義派の上杉重能と畠山直宗は配流先で師直の配下に暗殺された。1350年、尊氏は九州で兵を挙げた直義の養子足利直冬を討つため、師直らを伴って出陣した。その頃京都を脱出した直義は南朝に降伏し、師直追討のための兵を挙げた。1351年1月、直義派は京都に攻め込み、留守を預かる足利義詮を破った。尊氏は備後から兵を帰し、直義勢と戦いとなった。

## 経過
尊氏・師直は直義勢を難なく打ち破れると考えていたようだが、師直に反感を持つ多くの武将が直義に従っていたため苦戦に陥る。尊氏は播磨に兵を引き、高師泰らの軍勢と合流し再起を図る。その間に、尊氏勢の中から直義勢に寝返る武将が現れ始めた(光明寺合戦)。2月17日（3月15日）、尊氏軍は直義軍と摂津国打出浜（兵庫県芦屋市）で決戦し、数の上では優位であったが、戦意に勝る直義軍の前に、あっさりと敗北した。2万はいた軍勢が1000足らずにまで打ち減らされた。結局、師直・師泰兄弟の出家を条件に尊氏と直義の和議が成立した。2月26日（3月24日）早朝、尊氏は師直兄弟を伴って京都に向かった。しかし、師直兄弟は摂津から京都への護送中に、怒り狂って待ち受けていた直義派の上杉能憲（師直に殺害された重能の養子）と三浦八郎左衛門らの軍勢により、摂津の武庫川（兵庫県伊丹市）で一族とともに殺害された。

## 影響
直義派は高兄弟の排除に成功し、主導権を奪還した。尊氏派・直義派は一旦は和睦したものの対立は収まらず、両者は再び戦いを始めることとなる。滅亡寸前にまで追い込まれていた南朝だったが、直義の降伏をきっかけに以後も北朝方武将の降伏が続き、南北朝の動乱が長引いた。

## 参加人物
足利尊氏勢
足利尊氏、足利義詮、高師直、高師泰、高師夏、高師世、仁木頼章、赤松範資、薬師寺公義
足利直義勢
足利直義、細川顕氏、石塔頼房、桃井直常、畠山国清、上杉能憲